# Lingamiau
Lingamiau, né Édouard Cholet le 6 décembre 1833 à Limoges où il est mort le 16 janvier 1917, était un entrepreneur limousin, qui a été responsable d’établissements bancaires, à Limoges, et qui a exercé son talent de conteur en écrivant des contes/gnorles[Quoi ?].

## Une vie de banquier, un talent de conteur

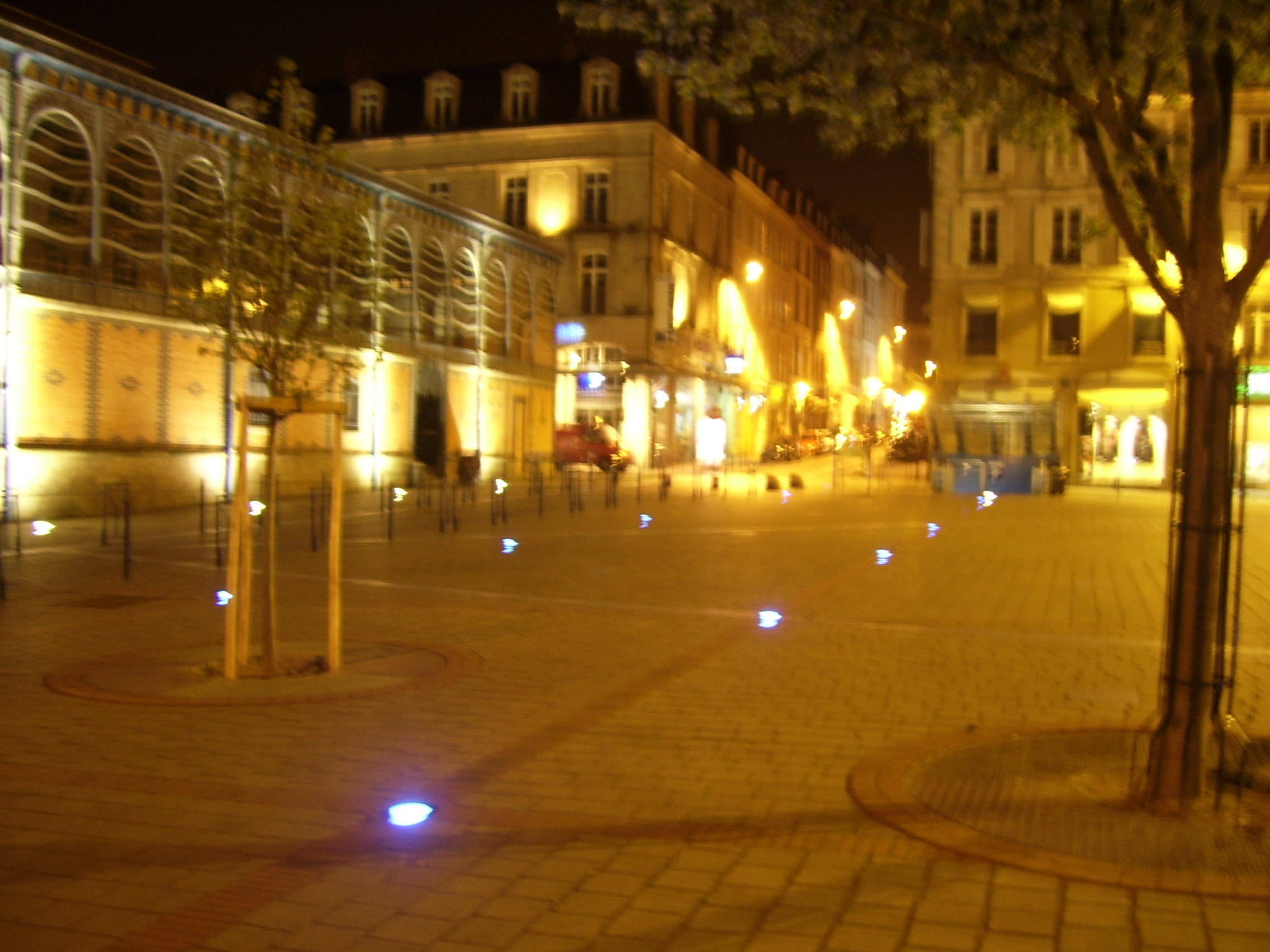
Les places commerçantes de Limoges, ici la place de la Motte, sont des lieux choisis par Lingamiau pour mettre en scène les récits de ses contes/gnorles.

Après ses études, Édouard Cholet a travaillé dans une banque, et il a été ensuite représentant de commerce en tissus. Puis, en 1870, il a fondé une banque ; il l’a dirigée d’abord avec des associés ; ensuite, il l’a dirigée seul jusqu’en 1912.
Tout au long de ces années, Édouard Cholet a exercé de nombreuses autres responsabilités ; ainsi, à la Caisse d’Épargne de Limoges, dont il a été administrateur, en 1882, puis le président, en 1912 ; ou encore à la Caisse Régionale du Crédit agricole dont il a été le directeur, dès sa création, en 1907.
Édouard Cholet, dans le même temps, a consacré une partie de son temps à la gestion d’institutions limougeaudes : il a été ainsi administrateur de l’Asile d’aliénés, et vice-président du Comité de la Bibliothèque populaire.
Mais Édouard Cholet a été aussi une autre personne, en quelque sorte, sous le nom de plume de Lingamiau, qui était le nom qu’il avait choisi pour écrire, publier, interpréter des contes/gnorles, produisant une œuvre, en langue limousine, qui a fait de lui un maître dans le genre limousin du conte/gnorle.
Il est mort à Limoges, en Haute-Vienne, le 16 janvier 1917.

## L’auteur de contes/gnorles, le diseur de contes
Édouard Cholet a choisi ce nom de plume de Lingamiau, pour publier ses récits, ce terme de la langue limousine, « lingamiau » signifiant « langue à miel » : lingo a miau, substantif féminin, langue à miel, au figuré, langue doucereuse, à paroles mielleuses ; Édouard Cholet a pratiqué le genre du conte/gnorle, la gnorle désignant, en langue limousine, un conte farceur : niorlo, substantif féminin, faribole, conte bleu, exemple : counta de la niorla, raconter des choses risibles, invraisemblables.
Lingamiau a entamé sa carrière d’auteur de contes/gnorles, à quarante-sept ans, en 1860, en écrivant sa première gnorle : « Beucòp de bruch per far menut » ; d’autres gnorles suivront ; il a également écrit des chansons, des fables, des contes, des compliments, des odes ; ces textes ont été édités, et ils ont fait l’objet de rééditions chez des éditeurs comme Ducourtieux à Limoges.
La langue qu’a utilisée Lingamiau pour ses contes/gnorles, la langue limousine,était celle du peuple de Limoges et des campagnes limousines ; cette langue, l’auteur la connaissait bien ; il avait pratiqué cette langue au cours de son enfance, et il la parlait lors de ses déplacements dans les environs de Limoges ; il était alors en contact avec de personnes qui parlaient naturellement la langue du pays, la langue limousine, qui était souvent, pour eux, la langue de tous les jours.
Lingamiau avait un autre talent, qu’il a exercé à l’occasion de spectacles, et c’était le talent de conteur, d’interprète, devant un public, des récits qu’il écrivait ; il a laissé le souvenir d’un homme très doué dans cet art de la restitution orale du conte.
Ses contemporains, lettrés ou non, ont vivement apprécié ce qu’ils appelaient ses « patoiseries », et certains, à l’époque, ont qualifié de chefs-d’œuvre les contes/gnorles de Lingamiau.

## Œuvres
- La Gnorla : patoiseries illustrées, Limoges, Impr. Veuve H. Ducourtieux, 1901